# 死霊復活
『死霊復活』（原題：Live After Death）は、アイアン・メイデンが1985年に発表したライブ・アルバム。オリジナルLPは2枚組で発売された。1984年のスタジオ・アルバム『パワースレイヴ』の発表に伴うツアー「ワールド・スレイヴリー・ツアー」におけるライブ音源を収録した作品で、LPのA面からC面（リマスターCDのディスク1）には1985年3月のカリフォルニア州ロングビーチでの4公演のうち2回のステージから選出された演奏が収録され、D面（リマスターCDのディスク2）に1984年11月のロンドン公演での演奏が収録された。
本作は全英アルバムチャートで2位に達し、本作からシングルとして発表された「ランニング・フリー」のライブ・バージョンは全英19位、「誇り高き戦い」のライブ・バージョンは全英26位に達した。

## 背景
「ワールド・スレイヴリー・ツアー」は長期間に渡り、本作のプロデューサーであるマーティン・バーチがミキシングの作業を行っていた頃は、まだツアーが続いていた。そのため、アイアン・メイデンの中心人物であるスティーヴ・ハリスによれば、バンド側はバーチから送られてきたテープを聴いてどのテイクを採用するか判断しただけで、オーバー・ダビングは一切行わなかったという。
ステージの開演前には、ウィンストン・チャーチルのスピーチが使用されている。

## 評価
音楽評論家のGreg Pratoは、allmusic.comにおいて本作を「疑いなくヘヴィメタルのライブ・アルバムの中でも特に優れたものの一つ」と評した。また、イギリスの音楽雑誌『ケラング!』は、本作収録のパフォーマンスが収録された映像作品『Live After Death』が2008年にDVD化された際のレビューで、本アルバムについて言及し「恐らく現在に至るまで最も優れたライブ・アルバム」と評した。

## CD
1985年当時のCDには、LPのD面に収録されていた「ラスチャイルド」「アカシア・アベニュー22」「吸血鬼伝説」「邪悪の予言者」「オペラの怪人」の5曲が外されていた。1998年のリマスターCDは2枚組で発売され、以前まで外されていた5曲も含む完全版となった。

## 収録曲

### ディスク1
オリジナルLPではA - C面に収録されていた。
1. イントロ：チャーチルズ・スピーチ - Intro: Churchill's Speech – 0:49
2. 撃墜王の孤独 - Aces High (Steve Harris) – 4:36
3. 悪夢の最終兵器（絶滅2分前） - 2 Minutes to Midnight (Bruce Dickinson, Adrian Smith) – 6:03
4. 明日なき戦い - The Trooper (S. Harris) – 4:14
5. 悪魔の誘い - Revelations (B. Dickinson) – 6:01
6. イカルスの飛翔 - Flight of Icarus (B. Dickinson, A. Smith) – 3:28
7. 暗黒の航海 - Rime of the Ancient Mariner (S. Harris) – 13:18
8. パワースレイヴ〜死界の王、オシリスの謎〜 - Powerslave (B. Dickinson) – 7:13
9. 魔力の刻印 - The Number of the Beast (S. Harris) – 4:53
10. 審判の日 - Hallowed Be Thy Name (S. Harris) – 7:12
11. 鋼鉄の処女 - Iron Maiden (S. Harris) – 4:20
12. 誇り高き戦い - Run to the Hills (S. Harris) – 3:54
13. ランニング・フリー - Running Free (Paul Di'Anno, S. Harris) – 8:43

### ディスク2
オリジナルLPではD面に収録されていた。
1. ラスチャイルド - Wrathchild (S. Harris) – 3:05
2. アカシア・アベニュー22 - 22 Acacia Avenue (S. Harris, A. Smith) – 6:18
3. 吸血鬼伝説 - Children of the Damned (S. Harris) – 4:32
4. 邪悪の予言者 - Die With Your Boots On (B. Dickinson, A. Smith, S. Harris) – 5:12
5. オペラの怪人 - Phantom of the Opera (S. Harris) – 7:21

## 参加ミュージシャン
- スティーヴ・ハリス - ベース、バッキング・ボーカル
- ブルース・ディッキンソン - ボーカル
- デイヴ・マーレイ - ギター
- エイドリアン・スミス - ギター、バッキング・ボーカル
- ニコ・マクブレイン - ドラムス